# Шара (Александрово-Заводський район)
Шара́ (рос. Шара) — село у складі Александрово-Заводського району Забайкальського краю, Росія. Входить до складу Чиндагатайського сільського поселення.

## Населення
Населення — 112 осіб (2010; 285 у 2002).
Національний склад (станом на 2002 рік):
- росіяни — 98 %